# Vrag se ženi
Vrag se ženi ali zlodejeve neveste je slovenska ljudska pripovedka.

## Sopomenke in sopomenski odtenki za besedo »vrag«
Vrag je beseda, ki ima v slovenskem jeziku mnogo sopomenk in tudi sorodnih besed (sopomenskih odtenkov). Njegove sopomenke so: hudič, peklenšček, hudiman, hudimar, hudir, hudoba, nebodigatreba, hudobec, zlobec, plent, klek, duhovin, duhovina, demon, zli duh, rogatec, rogač, nebodigatrega, bognasvaruj, skušnjavec in spodnji.

## Pomen besede vrag
- 1.   Hudič
- 2.  Zloben človek
- 3.  Psovka
- 4.  Hrup
- 5.  Neprijetnost/ Težavnost/ Težave
- 6.  Nezadovoljstvo
- 7.  Visoka stopnja nečesa
- 8.  Močno zanikanje
- 9.  Negotovost
- 10. Jezna odklonitev prisotnosti
- 11. Podkrepitev trditve

Stalne besedne zveze
1.: vrag se mu prikazuje; skleniti z vragom pogodbo za dušo; bati se koga kot živega vraga; smrdeti kot tisoč vragov; črn, grenek, hudoben kot vrag; ali ga je vrag obsedel, da je tak; da bi te vrag; vrag te odnesi, vzemi;
2.: o ti vrag ti; ta človek je pravi vrag; le čakajte, vragi; vrag ti pasji, ne boš več dolgo lajal;
3.:tristo vragov, kosmatih, zelenih; ta vrag je zmožen vsega; 
4.:ne zganjajte vendar takega vraga zaradi te malenkosti
5.:zmeraj dela, piše kakega vraga; vsega vraga najdeš, samo tistega ne, kar potrebuješ;    gospodar se je vrnil, zdaj bo pa vrag; da, to je tisti vrag, denarja nimamo; no, zdaj pa imamo vraga; boš že videl vraga; vrag je stati dve uri na mrazu; vrag je, če ti gre vse narobe
6.:vrag je vse skupaj
7.: ta novica je naredila vraga in pol veliko vznemirjenje, zanimanje; do vraga vse uniči; pot se od vraga vleče; od vraga hiter je;
8.: vraga veš; vrag, pa tako plačilo 
9.:  vrag ve kateri človek; vrag si ga vedi kje; vragsigavedi; vragvedi 
10.:  poberi se k vragu; pojdi k vragu; poslal jih je  k vragu  
11.: ni vrag, da pridejo; tristo vragov, da je res

## Liki
V pravljici nastopa samo pet likov, katerih imena niso podana: oče, tri hčere in vrag. 
Oče
je stranski književni lik. Tako je odločen poročiti svoje hčere, da vse tri zaupa enemu človeku. Ta človek je sicer na videz uglajen, a je popoln neznanec.
Vrag
je negativec: Poizveduje, preizkuša in zavaja očeta in hčere. V oblast želi dobiti čim več deklet. Svojim ženam prepove vstop v sobo, v kateri je pekel, a prav zaradi tega, ker se zaveda, da jih bo premagala radovednost.
Starejši hčeri
sta stranska književna lika, ki vragovi uglajenosti in prijaznosti nasedeta.
Najmlajša hči
je glavni književni lik, ki se ne pusti zapeljati in je junakinja. Je razmišljujoči ženski lik, ki zna poskrbeti zase.

## Vrag v ljudski pripovedki
Vrag v ljudski pripovedki po navadi zavaja ljudi, predvsem dekleta, da bi dobil oblast nad njimi in jih zvabil v pekel (Vrag se ženi, hudobna mačeha in pastorka). Podobno vlogo, kot vrag ima lahko tudi Povodni mož (Urška in Povodni mož, Od Povodnega moža).
Vrag lahko tudi pomaga dobrim ljudem, da bi pridobil sebične ljudi (Vragov svak - Češka pravljica). Lahko pa pomaga ljudem, ne da bi omenil plačilo, na koncu pa zahteva žrtev (Ti vrag, ti, Vrag in njegov vajenec). Tako vlogo imajo lahko tudi škratje (Špicparkeljc)

## Nov lik v ljudski pripovedki
Ženski liki v ljudskih pravljicah in pripovedkah so po navadi zlobni (Mačeha pri Janku in Metki, mačeha v pripovedki Zlobna mačeha in pastorka) ali pa nemočni (pastorka v pripovedki Zlobna mačeha in pastorka). Tu pa se pojavi nov lik ženske junakinje.

## Primerjave z drugimi besedili
V slovenski pripovedki z naslovom Mačeha in pastorka prav tako nastopa vražji ženin, ki želi odnesti dekleta s seboj v pekel. Glavni liki so oče, hči, mačeha in mačehina hči. Pastorko odvedejo v gozd. Tam pomaga živalim, zato tudi živali njej pomagajo in 
je zlodej ne odnese, podari pa ji mošnjo cekinov in lepo obleko. Mačeha pošlje svojo hčer, ki pa živalim ne pomaga in živali ne njej. Zlodej jo raztrga.
V francoski pravljici Sinjebradec nastopa mož, ki se je že mnogokrat poročil in vsaki ženi, tako kot vrag v pripovedki Vrag se ženi, dovoljuje vstop v vse sobe, razen v eno. Tudi Sinjebradec kršitev te prepovedi sankcionira z ženino smrtjo.

## Simbol jabolka
Jabolko ima prav tako, kot v tej pripovedki simbolni in usodni pomen že v Homerjevi Iliadi iz antike, kjer nastopa Paris, ki mora najlepši od grških boginj; Heri, Afroditi ali Ateni podariti zlato jabolko - jabolko spora.
Prav tako se v Bibliji pojavlja jabolko ali sad spoznanja, katerega naj bi Eva podarila Adamu, prvemu človeku, zaradi česar naj bi bila izgnana iz raja.
V slovenski ljudski pripovedki z naslovom Zlata ptica je prav tako zlato jabolko prelomnega pomena, saj se zgodba razvija iz izginjanja zlatih jabolk.
Zgodba o odkritju zakona o gravitaciji govori o tem, da je Isaacu Newtonu, ko je sedel pod drevesom, padlo jabolko na glavo in da je tako odkril gravitacijo.  
Jabolko je torej simbol nečesa prelomnega in nečesa, kar človeka prevzame, zlato pa ta pomen še bolj poudari.
Besedne zveze:
- Zdravilno jabolko
- Zlato jabolko
- Granatna jabolka
- Jabolko spora
- Adamovo jabolko

## Vsebina
Pripovedka govori o očetu treh hčera, ki si želi, da bi se omožile. Ponudi se hudič, preoblečen v plemiškega gospoda. Omoži se z najstarejšo in ji naroči, naj nosi zlato jabolko po hiši, vendar ji v eno sobo prepove vstop. Žena iz radovednosti pogleda v  sobo; v njej je pekel. V grozi spusti jabolko in ko hudič odkrije, da ga nima jo vrže v pekel. Hudič zaprosi tudi za roko srednje stare hčere, ki se ji zgodi isto. Hudič nato zaprosi za roko tretje hčere, ki pa je pametnejša in si jabolko zaveže v predpasnik. Tako ne gre v pekel. Sestri reši tako, da jih da v košare, hudiču pa reče, da so to darovi za očeta in naj mu jih odnese. Tudi sama gre tako v košaro in se reši hudiča.

## Analiza besedila
V pripovedki nastopa čarovnija - vragova preobrazba, s katero vrag prepriča očeta, da je pravi ženin za njihove hčere.  Uporabljeno je tudi število, ki je pravljično - tri hčere in ima tipično lastnost ljudske pravljice, da je najmlajši potomec (potomka) glavni junak. Kljub tem pravljičnim lastnostim pa je to pripovedka, saj ji lahko posredno določimo tudi čas dogajanja (v zgodbi je Vrag). Obstajata dve verziji pripovedke z različnima naslovoma (Vrag se ženi in Zlodejeve neveste), kar tudi priča o tem, da je to ljudska pripovedka. V verziji z naslovom Zlodejeve neveste sta omenjena tudi Jezus in Marija.

## Povezave s sorodno tujo literaturo
- Zalika in zver, Francoska pravljica  (Francoske pravljice)
- Vragov rep, Francoska pravljica (Henri Pourrat, Zaklad pravljic)
- Povodni mož in lepa Žanetka, Francoska pravljica (Francoske pravljice)
- Vrag s tremi zlatimi lasmi, Jacob in Wilhelm Grimm (Pravljice)
- Špicparkeljc, Jacob in Wilhelm Grimm (Pravljice)
- Vrag in kovač, Lužiškosrbska pravljica (Prebrisano dekle, Lužiškosrbske pravljice)
- Tlačan in hudič, Ukrajinska pravljica (Ukrajinske pravljice)
- Kovač in hudič, Ukrajinska pravljica (Ukrajinske pravljice)
- O čevljarju in hudiču, Valaška pravljica (Valaške pravljice)
- Pernati vrag, Avstrijska pravljica (Avstrijske pravljice)
- Vragu ga je dal v uk, Finska pravljica (Finske pravljice)
- Zlodej Nevesekdo, Španska pravljica (Španske pravljice)
- Vragov svak, Češka pravljica (Češke pravljice)
- Sinjebradec, Francoska pravljica (Charles Perrault, Obuti maček)